# Ludmilla Assing
Rosa Ludmilla Assing (née le 22 février 1821 à Hambourg, morte le 25 mars 1880 à Florence) est une écrivain allemande.

## Biographie
Deuxième fille de Rosa Maria Assing, sœur de Karl August Varnhagen von Ense, et de David Assing (de), médecin juif de Königsberg, elle grandit dans une famille libérale, artistique et spirituelle. Rosa Maria reçoit dans son salon Heinrich Heine, Friedrich Hebbel, Karl Gutzkow et les poètes de Jeune Allemagne ; ses filles Ottilie et Ludmilla participent à des discussions politiques.
Après la mort des parents, elles vont chez leur oncle à Berlin. Tandis qu'Ottilie tourne le dos à sa famille et émigre en Amérique, Ludmilla reste auprès de Karl August et hérite de ses papiers à sa mort en 1858. Après qu'elle a publié au printemps 1860, les lettres scandaleuses d'Alexander von Humboldt et plus tard les journaux de Varnhagen, elle devient connue. Otto von Bismarck interdit les journaux de 1848. Assing poursuit son travail d'édition et d'auteur avec d'autres éditeurs puis émigre à Florence, rejoint l'aile gauche du Risorgimento et écrit dans des journaux allemands et italiens et traduit de la littérature italienne. Elle publie également les lettres de sa tante Rahel Varnhagen.
Assing meurt de la méningite après un séjour de deux semaines à Manicomio di San Bonifacio.

## Œuvre
Ludmilla Assing écrit avant 1848 des feuilletons et des articles politiques. Illustratrice, elle fait les portraits des visiteurs du salon, comme Gottfried Keller avec qui elle a une correspondance.
Elle a pour amis Ferdinand Lassalle, le couple Emma et Georg Herwegh, Hedwig Dohm et Hermann von Pückler-Muskau qu'elle édite et dont elle fait une biographie. En 1880, elle lègue ses papiers à la Bibliothèque royale de Berlin.
Salvatore Battaglia, son exécuteur testamentaire, donne ses papiers à la bibliothèque royale de Berlin selon la volonté de Varnhagen afin de perpétuer la collection. Après la récupération au moment de la fin de la Seconde Guerre mondiale, le plus précieux de la collection et des lettres de et à 9 000 personnes sont remis à la bibliothèque Jagellonne.

## Source de la traduction
- (de) Cet article est partiellement ou en totalité issu de l’article de Wikipédia en allemand intitulé « Ludmilla Assing » (voir la liste des auteurs).